# Canon EOS 500N
Le Canon EOS 500N est un appareil photo reflex argentique 35 mm de la marque Canon. Il a été commercialisé à partir de septembre 1996.